# امباتولای، انتونیفاتسی
امباتولای، انتونیفاتسی (به لاتین: Ambatolahy, Antanifotsy) یک سکونتگاه مسکونی در ماداگاسکار است که در واکینانکاراترا واقع شده‌است.

## خصوصیات
امباتولای ۹٬۰۰۰ نفر جمعیت دارد و ۱٬۶۴۸ متر بالاتر از سطح دریا واقع شده‌است.